# Gaudencia Makokha
Gaudencia Nakhumicha Makokha (15 november 1992) is een Keniaans volleyballer en beachvolleyballer. Ze nam in die laatste discipline eenmaal deel aan de Olympische Spelen.

## Carrière
Makokha maakte in 2013 deel uit van de Keniaanse volleybalploeg die in eigen land Afrikaans kampioen werd. Bovendien nam ze datzelfde jaar met Naomie Too deel aan de wereldkampioenschappen beachvolleybal onder 23 in Mysłowice. In 2017 nam het tweetal deel aan de WK in Wenen waar het na drie nederlagen niet verder kwam dan de groepsfase. Twee jaar later wonnen Makokha en Too bij de Afrikaanse Strandspelen op Sal en de Afrikaanse Spelen in Casablanca achtereenvolgens een bronzen en zilveren medaille. Vervolgens wisselde Makokha hetzelfde jaar van partner naar Brackcides Khadambi en boekten de twee drie overwinningen in de nationale competitie. In juni 2021 plaatsten Makokha en Khadambi zich via het continentale kwalificatietoernooi voor de Olympische Spelen in Tokio waar ze een maand later niet verder kwamen dan de poulefase.
Het jaar daarop was de groepsfase bij de WK in Rome opnieuw het eindstation. Bij de Gemenebestspelen in Birmingham eindigde het duo na twee nederlagen en een overwinning op de derde plaats in de poule en op de negende plaats in totaal. In 2024 bereikten Makokha en Khadambi de kwartfinale van het Future-toernooi van Bujumbura.

## Palmares
Kampioenschappen zaal
- 2013:  AK

Kampioenschappen beach
- 2019:  Afrikaanse Strandspelen
- 2019:  Afrikaanse Spelen